# (21467) Rosenstein
Pour les articles homonymes, voir Rosenstein.
(21467) Rosenstein est un astéroïde de la ceinture principale d'astéroïdes.

## Description
(21467) Rosenstein est un astéroïde de la ceinture principale d'astéroïdes. Il fut découvert le 21 avril 1998 à Socorro (Nouveau-Mexique) par le projet LINEAR. Il présente une orbite caractérisée par un demi-grand axe de 2,40 UA, une excentricité de 0,06 et une inclinaison de 7,3° par rapport à l'écliptique.

## Compléments